# 神田美倉町
神田美倉町（かんだみくらちょう）は、東京都千代田区の町名。住居表示は未実施。「丁目」の設定のない単独町名である。

## 地理
千代田区の北東部に位置し、神田地域に属する。町域北部で神田西福田町、東部で岩本町、西部で鍛冶町、南部で中央区日本橋本町に接する。神田駅東口に当たる商業地の一角を占め、オフィスビルや商店が多く見られる。

## 歴史
江戸時代は竜閑川の北側に面し、西から神田佐柄木町蔵地・日本橋本銀町会所屋敷・神田紺屋町二丁目横町蔵地が並び、三蔵（倉）地と俗称された。安政4年（1857年）沿岸部が埋め立てられ、今川橋埋立地が成立した。明治2年（1869年）これらを合併し、俗称の字を改めて神田美倉町が成立した。

## 世帯数と人口
2025年（令和7年）3月1日現在（千代田区発表）の世帯数と人口は以下の通りである。
- 世帯数 : 53世帯
- 人口 : 56人

### 人口の変遷
国勢調査による人口の推移。
| 年                 | 人口 |
| ------------------ | ---- |
| 1995年（平成7年）  | 5    |
| 2000年（平成12年） | 9    |
| 2005年（平成17年） | 1    |
| 2010年（平成22年） | 86   |
| 2015年（平成27年） | 54   |
| 2020年（令和2年）  | 65   |

### 世帯数の変遷
国勢調査による世帯数の推移。
| 年                 | 世帯数 |
| ------------------ | ------ |
| 1995年（平成7年）  | 3      |
| 2000年（平成12年） | 5      |
| 2005年（平成17年） | 1      |
| 2010年（平成22年） | 84     |
| 2015年（平成27年） | 51     |
| 2020年（令和2年）  | 61     |

## 学区
区立小・中学校に通う場合、学区は以下の通りとなる（2017年8月現在）。なお、千代田区の中学校では学校選択制度を導入しており、区内全域から選択することが可能。
- 区域 : 全域
  - 小学校 : 千代田区立千代田小学校
  - 中学校 : 千代田区立麹町中学校 または 千代田区立神田一橋中学校

## 交通
町域内に鉄道駅はないが、西部方面では神田駅、南部方面では総武快速線・新日本橋駅が、東部方面では東京メトロ日比谷線・小伝馬町駅がそれぞれ利用可能である。

## 事業所
2021年（令和3年）現在の経済センサス調査による事業所数と従業員数は以下の通りである。
- 事業所数 : 71事業所
- 従業員数 : 1,157人

### 事業者数の変遷
経済センサスによる事業所数の推移。
| 年                 | 事業者数 |
| ------------------ | -------- |
| 2016年（平成28年） | 60       |
| 2021年（令和3年）  | 71       |

### 従業員数の変遷
経済センサスによる従業員数の推移。
| 年                 | 従業員数 |
| ------------------ | -------- |
| 2016年（平成28年） | 820      |
| 2021年（令和3年）  | 1,157    |

## 施設
- 千代田区立地蔵橋西児童遊園
- フマキラー本店

## その他

### 日本郵便
- 郵便番号 : 101-0038[4]（集配局 : 神田郵便局[16]）。